# The Great Dictators
The Great Dictators er en dansk musikgruppe indenfor genrerne folkrock og rock bestående af de tre medlemmer Jakob Lundorff, Christoffer Hein og Dragut Lugalzagosi (vokal). 
Gruppens første udgivelse var EP’en When I Waltz, der blev udgivet i 2012 i en konstellation med syv medlemmer af gruppen. Debut-EP’en modtog pæne anmeldelser i musikmagasinet Gaffa, der sammenlignede gruppens med The National og Tindersticks. Første album, Liars, blev udsendt i 2014 til positive anmeldelser i Gaffa, der tildelte debutalbummet 5 ud af 6 stjerner.
Med udgivelsen af gruppens tredje album Women gik gruppen mod en mere klassisk rockende lyd.

## Diskografi
Album
- 2014: Liars
- 2015: Killers
- 2016: Women
- 2020: One Eye Opener

EP'er
- 2012: When I Waltz
- 2012: Horrorscopes
- 2012: Someday, Nothing Will Happen
- 2013: Sleep/Coming Back in Style

Singler
- 2015: "Strange Ways"
- 2019: "By the Throat"